# Carl Rogers
Carl Ransom Rogers (08 tháng 01, 1902 – 04 tháng 02, 1987) là một nhà tâm lý học người Mỹ và là một trong số những người sáng lập nên tiếp cận nhân văn (hay tiếp cận thân chủ trọng tâm) trong tâm lý học. Rogers được công nhận rộng rãi là một trong những người sáng lập ra hoạt động nghiên cứu tâm lý trị liệu và đã được vinh danh cho hoạt động nghiên cứu tiên phong với Giải thưởng cho Những Cống hiến Khoa học Nổi bật của Hiệp hội Tâm lý học Hoa Kỳ vào năm 1956.
Tiếp cận độc đáo của ông, tiếp cận nhân vị trọng tâm, trong việc hiểu biết nhân cách và mối quan hệ giữa con người với con người, được ứng dụng rộng rãi trong nhiều lĩnh vực khác nhau như tâm lý trị liệu và tham vấn (liệu pháp thân chủ trọng tâm), giáo dục (học tập lấy người học làm trung tâm), các tổ chức, và những hình thức nhóm xã hội khác. Vì những đóng góp trong sự nghiệp của mình, ông đã được vinh danh với Giải thưởng cho Những Cống hiến Nghề nghiệp Nổi bật Đối với Tâm lý học của Hiệp hội Tâm lý học Hoa Kỳ vào năm 1972. Trong một nghiên cứu được thực hiện bởi Steven J. Haggbloom và cộng sự đã sử dụng sáu tiêu chí như trích dẫn và sự quen thuộc, Rogers xếp thứ sáu trong số những nhà tâm lý học có sức ảnh hưởng nhất của thế kỷ 20 và ở ví trí thứ hai trong lĩnh vực lâm sàng, chỉ sau Sigmund Freud.

## Tiểu sử
Rogers sinh ngày 08 tháng 01, 1902, tại Oak Park, Illinois, một vùng ngoại ô của Chicago. Cha của ông, Walter A. Rogers, là một kỹ sư xây dựng, một người theo chính thể cộng đoàn. Mẹ của ông, Julia M. Cushing, là một bà nội trợ sùng đạo Baptist. Carl là người con thứ tư trong số sáu đứa con của hai ông bà.